# Dementamania
Dementamania, stilizat și ca DementaMania, este un film de groază britanic din 2013, care a fost regizat de Kit Ryan⁠(d). Filmul a avut premiera mondială la 23 august 2013 la Festivalul de Film FrightFest de la Londra și îl are în rolul principal pe Sam Robertson⁠(d) ca un analist senior de software, care pare să înnebunească după ce a fost mușcat de o insectă.

## Rezumat
În dimineața zilei de vineri, 13, 2013, analistul de software Edward Arkham (Sam Robertson) este mușcat de o viespe, marcând începutul unei zile dezastruoase. Câțiva dintre șefii și colegii săi menționează că Edward părăsește departamentul și își poate pierde locul de muncă și, pentru a înrăutăți lucrurile, mușcătura de insectă începe să se transforme într-o erupție teribilă. În plus, Edward pare să fie urmărit de ciudatul Nicholas LeMarchand (Vincent Regan⁠(d)), care pare să știe tot ce simte sau gândește Edward.

## Distribuție
- Sam Robertson⁠(d) - Edward Arkham
- Kal Penn - Christian Van Burden
- Vincent Regan⁠(d) - Nicholas Lemarchand
- Geoff Bell⁠(d) - David Snodgrass
- John Thomson⁠(d) - Mikey Moran
- Richard Ashton - Bouncer
- Richard Crehan - Junior
- Holly Weston⁠(d) - Laura Harrington
- Matt Healy - William Hawkes
- Rebecca Reaney - Carrie

## Recepție
Părerile critice au fost împărțite. Twitch Film⁠(d) și Ain't It Cool News⁠(d) au scris în mare parte recenzii pozitive și Twitch Film a scris că este „o privire interesantă asupra banalității vieții...”
Dread Central și Grolsch Film Works au scris fiecare recenzii mai critice, în timp ce Dread Central a lăudat actoria lui Robertson dar a criticat ritmul filmului și a comentat că a fost prea previzibil.